# تايلر بيورن
تايلر بيورن هو متسابق يخت كندي، ولد في 13 مارس 1970.

## وصلات خارجية
- تايلر بيورن على موقع اللجنة الأولمبية الدولية (الإنجليزية)
- تايلر بيورن على موقع أوليمبيديا (الإنجليزية)
- تايلر بيورن على موقع اللجنة الأولمبية الكندية (الإنجليزية)